# Pérakuy
Pérakuy est une commune rurale située dans le département de Ouarkoye de la province du Mouhoun au Burkina Faso.